# Battle Moon Wars
Battle Moon Wars（日語：バトルムーンウォーズ銀），簡稱BMW或BMW银，是由日本同人组织Werk制作的，以TYPE-MOON公司作品中的角色为主的回合制戰棋類二次创作作品及其后续升级版的总称。目前最終版本是結合了BMW1,2,3,4的BMW THE BEST。
本作品是仿效超级机器人大战系列，将TYPE-MOON公司的作品——Fate/stay night系列，月姬系列及空之境界及其他衍生作品中的主要角色，以原创剧本进行串联、演绎的同人策略战棋类电脑遊戲。
与超级机器人大战系列的模式类似，本作品也采用了超级系与真实系两条线路供玩家选择，并分别有一名原创主角（超级系主角为少年匠，真实系主角为少女阳菜）。不同路线除了设定不同，剧情、可加入的伙伴及敌人的登场安排也会有所不同。
由于本作采用类似连载的形式，先发布第1作后在其后的各届日本Comic Market上继续发布后续作品，因此实际上最终版之前的作品（1-3作）剧情皆不完整。后续作品的性质类似资料片，在已安装第1作的情况下才能执行，内容则是接续的剧情。

## 版本历史
目前已经发布的版本如下。除第1作外，其他皆为资料片形式，即不可单独执行。
但下表中的合集版（如1+2）因为内含第1作，是可以直接执行的。
目前最终版本为2009年8月26日所发布的“the Best”版，为1-4作的合集增补版。
游戏主页也提供了补丁供玩家升级至the Best版。
| 名称                      | 发售日                                            | 价格                            |
| ------------------------- | ------------------------------------------------- | ------------------------------- |
| Battle Moon Wars 1        | 2005年8月14日（CD-R版） 2005年10月1日（CD-ROM版） | 500日元（会场） 700日元（通贩） |
| Battle Moon Wars 2        | 2006年8月13日（会场） 2006年9月17日（商店）       | 500日元（会场） 600日元（通贩） |
| Battle Moon Wars 1 + 2    | 2006年9月17日                                     | 1000日元                        |
| Battle Moon Wars 3        | 2007年5月12日                                     | 700日元                         |
| Battle Moon Wars 4        | 2008年8月16日（会场） 2008年10月5日（商店）       | 500日元（会场） 700日元（通贩） |
| Battle Moon Wars The Best | 2009年8月26日                                     | 1500日元（含税1575日元）        |

## 参战作品
- 月姬系列
  - 月姬
  - 歌月十夜
  - Melty Blood
- Fate系列
  - Fate/stay night
  - Fate/hollow ataraxia
  - Fate/unlimited codes
  - Fate/Zero
- 空之境界
- Character material

## 参战角色一览
| 姓名                       | 原作品                      | 登场于           | 阵营      |
| -------------------------- | --------------------------- | ---------------- | --------- |
| 远野秋叶                   | 月姬                        | 第1作            | 友方      |
| 爱尔奎特·布伦史达特        | 月姬                        | 第4作            | 友方/敌方 |
| Archer                     | Fate/stay night             | 第2作            | 友方/敌方 |
| 苍崎青子                   | 月姬                        | 第4作            | 友方/敌方 |
| Avenger                    | Fate/hollow ataraxia        | 第4作            | 友方/敌方 |
| 巴泽特                     | Fate/hollow ataraxia        | 第4作            | 友方/敌方 |
| Berserker                  | Fate/stay night             | 第3作            | 敌方      |
| Caster                     | Fate/stay night             | 第1作            | 敌方      |
| 卡莲                       | Fate/hollow ataraxia        | 第2作            | 友方      |
| 希耶尔                     | 月姬                        | 第2作            | 友方      |
| 黑化Saber                  | Fate/stay night             | 第3作            | 敌方      |
| 黑化樱                     | Fate/stay night             | 第3作            | 敌方      |
| 吉尔伽美什                 | Fate/stay night             | 第4作            | 敌方      |
| 望月陽菜                   | 原创角色                    | 第1作            | 友方      |
| 翡翠                       | 月姬                        | 第2作            | 友方      |
| 伊莉亚絲菲爾·馮·愛因茲貝倫 | Fate/stay night             | 第3作            | 敌方      |
| 愛麗絲菲爾·馮·愛因茲貝倫   | Fate/zero                   | 第4作            | 敌方      |
| 魔法少女凛                 | Fate/hollow ataraxia        | 第3作            | 友方      |
| 衛宮 切嗣                  | Fate/stay night             | 第4作            | 敌方      |
| 琥珀                       | 月姬                        | 第1作            | 友方      |
| 魔法少女琥珀               | Melty Blood                 | 第4作 - The Best | 友方/敌方 |
| 轧间 红摩                  | 歌月十夜                    | 第3作            | 敌方      |
| Lancer                     | Fate/stay night             | 第2作            | 友方      |
| 莲                         | 歌月十夜                    | 第2作            | 友方      |
| 机械翡翠                   | Melty Blood                 | 第1作            | 友方/敌方 |
| 米海尔·罗亚·巴爾丹姆楊     | 月姬                        | 第2作            | 敌方      |
| 望月菜月                   | 原创角色                    | 第3作            | 友方      |
| 尼禄·卡欧斯                | 月姬                        | 第1作            | 敌方      |
| 魔法少女爱尔奎特           | 月姬                        | 第1作            | 友方/敌方 |
| 魔法少女爱尔奎特 Eclipse   | 月姬 （character material） | 第3作            | 友方/敌方 |
| 雷切                       | 原创角色                    | 第1作            | 敌方      |
| Rider                      | Fate/stay night             | 第2作            | 友方/敌方 |
| 远坂 凛                    | Fate/stay night             | 第1作            | 友方      |
| RoSHIaKI                   | 原创角色                    | 第2作            | 敌方      |
| Saber                      | Fate/stay night             | 第1作            | 友方      |
| Saber Lily                 | Fate/Unlimited Codes        | 第4作 - The Best | 友方/敌方 |
| 间桐 樱                    | Fate/stay night             | 第2作            | 友方      |
| 弓塚 五月                  | 月姬                        | 第1作            | 友方/敌方 |
| 七夜 志贵                  | 歌月十夜                    | 第1作            | 敌方      |
| 两仪 式                    | 空之境界                    | 第3作            | 友方      |
| 远野 志贵                  | 月姬                        | 第1作            | 友方      |
| 远野 四季                  | 月姬                        | 第2作            | 敌方      |
| 衛宮 士郎                  | Fate/stay night             | 第2作            | 友方      |
| 希翁·艾尔多纳姆·亚特拉斯   | Melty Blood                 | 第3作            | 友方      |
| Sora                       | 原创角色                    | 第4作            | 敌方      |
| 荒耶 宗莲                  | 空之境界                    | 第4作            | 敌方      |
| 热田 匠                    | 原创角色                    | 第1作            | 友方      |
| 苍崎 橙子                  | 空之境界                    | 第3作            | 友方      |
| 真Assassin                 | Fate/Stay Night             | 第3作            | 敌方      |
| 瓦拉齐亚之夜               | Melty Blood                 | 第4作            | 敌方      |
| 暴走爱尔奎特               | Melty Blood                 | 第4作            | 敌方      |
| 白莲                       | Melty Blood                 | 第3作            | 敌方      |
| 間桐 臓硯                  | Fate/stay night             | 第3作            | 敌方      |

## 参战角色简介
由于本作品属于二次创作，关于具体的角色经历、性格介绍，请分别参考各自的作品。

### 原创角色
匠
超強攻擊性肉盾。 Super線的男主角，出場率自然超高。持有布都之加護，初始獲得底力和移動力，建議學習攻擊者、看破和援護防禦。除了敏捷外全面加強，道具帶寶石和蝴蝶結。
陽菜
重要敏捷型角色。 Real線的女主角，出場率自然超高。持有未來視和飛行，初始獲得先制反擊。建議學節奏感、看破、鬥爭心和意氣洋洋。攻擊力不算高，但有熱血和魂，必中、必閃和集中的消耗也不高，強化還是很有必要的。建議提升EN、敏、攻，帶騎兵之卡片和貓耳。
菜月
輔助角色。出場率低，只能丟丟聲援和期待，和陽菜的合體技還不能移動，不建議提升。

### 月姬系列角色
Arcueid（爱尔奎特·布伦史达特）
超強攻擊角色。一共有3種形態，第4部的真祖形態最強。攻、防、血、臂力和命中都很高，尤其是離譜的空想具現化的傷害具有合體技以外最高的傷害，建議提升武器、血、防和EN。初始獲得底力、先制反擊和防御者技能，建議學習攻擊者、魔力節約和看破（或援護攻擊）。此外還有脫力，對付BOSS也很有效。道具建議帶蝴蝶結。
志貴（远野 志贵）
超重要攻擊角色。 Super線出場率超高，初期很爛，但中期大幅加強，後期非常強大，底子稍差於式。持有直死之魔眼·改，初始獲得先制反擊，建議學節奏感、看破、攻擊者和鬥爭心，SP恢復可以保證一直丟集中，魔力節約可以讓持久戰不太吃緊。建議提升EN、敏和攻，帶法衣和貓耳。
秋葉（远野秋叶）
防禦角色。固有能力紅朱赤可以抵消4000以下的傷害，所以很適合學援護防禦。由於前3部出場率較高，建議學個一擊脫離。但後期由於攻擊力不夠，不建議繼續培養。
琥珀
重要輔助角色。初始獲得強運和援護攻擊，所以有關SP的得全部自學。戰鬥中主要用她的聲援、感應和激勵，此外還有加命中和迴避的針。
翡翠
重要輔助角色。初始獲得防御者和援護防禦，所以有關SP的得全部自學。戰鬥中主要用她的聲援、感應和期待，此外還能補給。由於聲援和期待非常便宜，穿女僕裝也不錯。
Ciel（希耶尔）
攻擊性肉盾。出場率一般，持有HP恢復（小），初始會底力和先制反擊，建議學鬥爭心、攻擊者和看破。絕技的傷害僅次於空想具現化和無法到達遠野君處之拳，臂力也不錯，學援護攻擊和魔力節約也很有用。除敏以外都可以提升，帶弓道裝和皮鞋。
五月（弓塚 五月）
攻擊角色。出場率很低，但Super線可以加入，方法是在5、20和21這3話，用志貴親手擊破五月2次以上，就會在29話結束時加入。血防都不錯，攻擊力很高，僅次於空想具現化，但是氣力需求太高，技量太低也打不出暴擊，射程短不適合援攻，沒有合體技這些是缺點。初始獲得底力和對抗心，建議升攻擊者、鬥爭心和看破，帶耳環和蝴蝶結，除敏外都提升。
蓮
非常重要的輔助角色。初始獲得SP恢復和集中力，只要加SP上升就行了。戰鬥中主要用她的祝福、激勵和再動，此外還能補給，出場時也可以用偵察來查看BOSS屬性。由於SP消耗很大，可以帶士郎親手做的菜。
Sion（希翁）
攻擊角色。初始獲得先制反擊和復仇者，建議學習攻擊者。精神有個再動，關鍵時刻可以用用。Replica的攻擊力非常高，只是彈數有限，也算是個不錯的輸出，強化武器還是很有必要的。道具方面可以帶蝴蝶結、眼鏡和Phantasm Rod。
機械翡翠
輔助角色。47話時，琥珀＋翡翠的擊破合計超過45時加入。不如翡翠實用。

### FATE系列角色
士郎（卫宫 士郎）
超強攻擊型肉盾。最初很差，但後來橙子給了他一副強大的身軀，獲得不屈不撓能力。初始獲得援護防禦，建議提升底力、對抗心、攻擊者。 NINE LIVES的傷害非常高，自身臂力也很高，傷害算是數一數二的，而且可以和櫻用合體技。建議全面提升，帶上眼鏡、劍士之卡片或老虎掛繩。
凜（远坂 凛）
攻擊角色。有2種形態，正常形態比較強。 Real線的出場率超高，但後期不強，不建議培養。初始獲得一擊脫離和援護攻擊技能，可以與秋葉、Rider搭配。由於移動很低，可以穿雙鞋子。
櫻（间桐 樱）
肉盾角色。出場率一般，第4部獲得聖杯連結能力，且可以和士郎用合體技，不建議過多提升。
Saber
超重要攻擊性肉盾。出場率較高，底子也不錯，只是後期傷害不是特別高。持有對魔力障壁A、魔力放出和遠離一切之理想鄉，初始會底力和援護防禦，建議學援護攻擊、攻擊者、對抗心、連攜攻擊。除敏以外都可以提升，帶狂戰士卡片和魔術師卡片。
Archer
超重要攻擊角色。近程到遠程通吃，傷害、臂力、攻防敏都是一流的，清場能力首屈一指，可惜前三部出場率太低。持有熾天覆七重圓環，初始獲得底力和看破，建議學習復仇者、意氣洋洋和攻擊者，魔力節約也不錯。需要全面提升，一周目可以帶弓兵之卡片和騎兵之卡片，二週目可以換成類激化藥物異常症候群和魔術師卡片。
Lancer
非常重要的敏捷型角色。 Archer以外最佳的清場角色，可惜攻擊和臂力稍低。持有對魔力障壁B、避矢的加護和持續戰鬥，初始獲得底力、移動力和節奏感，建議學習復仇者和看破，鬥爭心和意氣洋洋可以選學。建議提升EN、敏、攻，帶弓道裝和貓耳。
Rider
重要攻擊角色。雖然出場率不高，但是匠的34話非常需要提升她。初始獲得援護攻擊和看破，建議學習復仇者和節奏感，此外鬥爭心和攻擊者也可以選擇。精神方面有個很好用的補給，就是消耗大了點。建議提升EN、敏和攻，帶法衣和鞋子。
巴塞特
超強反擊角色。持有先制反擊和看破，建議學復仇者、攻擊者和SP恢復。挑釁對BOSS和小兵都很有效，而逆斬戰神之劍的傷害很不錯，加個熱血可以輕鬆上2萬。除了武器強化，其他無需提升，然後帶上王之卡片和耳環即可。
卡蓮
非常重要的輔助角色。初始獲得SP上升和底力，建議自學SP恢復、集中力和SP上升。戰鬥中主要用她的祝福和脫力，打BOSS很有用，此外還有加氣力的針。由於SP消耗較低，建議穿女僕裝。不過前3部出場率低，可以後期再學習。

### 空之境界
式（两仪 式）
超重要攻擊角色。和志貴的搭配很不錯，可惜前3部出場率太低（登場太晚）。持有真·直死之魔眼，初始獲得強運、攻擊者和意氣洋洋，建議學看破、鬥爭心和SP恢復（感覺EN有點不夠用，不然援護攻擊也不錯）。建議提升EN、敏和攻，帶寶石和暗殺者卡片。
橙子（苍崎橙子）
攻擊角色。出場率低，底子不好，不建議提升。穿雙鞋子讓她跟上大部隊就行了。

### 其他角色
Amber（魔法少女琥珀）
超讚輔助角色。 53話通關後，二週目時加入。可以丟所有基礎能力（臂力、魔力等）加5的地圖炮，而且效果可以疊加。
Lily（白Saber）
敏捷型角色。 53話通關後，二週目時加入。能力不如Saber，沒有誓約勝利之劍這種必殺技，但會丟地圖炮，還會一氣呵成，初期搶經驗不錯。